# Мироносицкая церковь (Харьков)

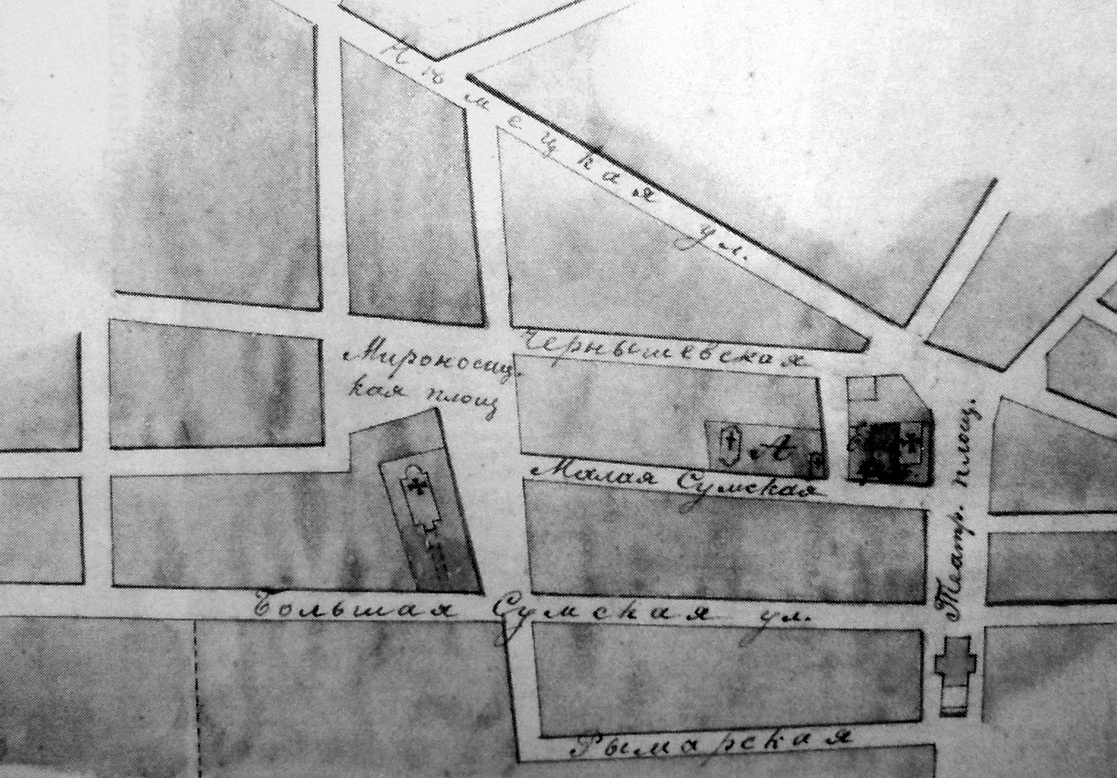
Окрестности Мироносицкой церкви на карте Харькова конца XIX — начала XX века

Мироно́сицкая це́рковь — утраченный православный храм, существовавший в Харькове с конца XVII века до 1930 года. Располагался в Нагорном центре города напротив современного здания Харьковского театра оперы и балета за Зеркальной струей на месте сквера Победы. Церковь находилась в квартале бывшей Мироносицкой площади, ограничивавшейся нынешними улицами Сумской, Жён Мироносиц, Чернышевской и Скрыпника.
За время своего существования храм был одно-, трёх-, пятипрестольным, сменил три названия, несколько раз был перестроен и прошёл путь от кладбищенской загородной церкви к приходскому храму в центре города.
В 2015 году в другом месте города по другому проекту был построен храм, также освящённый в честь Жён-мироносиц.

## История
Точных сведений о дате постройки первой Мироносицкой церкви не осталось, но сохранилось упоминание 1701 года об этой церкви, что и дало возможность отнести её постройку к концу XVII века. Первый храм представлял собой небольшое деревянное строение с гонтовой крышей. Располагался он за пределами тогдашнего города и дальнейшая судьба храма не нашла отражения в документах.
В 1771 году, согласно распоряжениям Синода, были закрыты все приходские кладбища, располагавшиеся в городской черте и для Троицкого, Успенского и Николаевского приходов была выделена территория для кладбища, расположенная к северу от города по Золочевской дороге на расстоянии не менее ½ версты от городской черты. В 1780 году прихожане этих трёх храмов обратились к генерал-майору Норову, возглавлявшему Харьковское наместничество, с просьбой о строительстве каменной церкви Жён-Мироносиц. 12 марта 1781 года была выдана храмозданная грамота с разрешением на строительство церкви, и 9 мая 1781 года протопоп М. Шванский заложил храм. Строительство заняло около двух лет и 9 июня 1783 года кладбищенская церковь была освящена. Это был небольшой каменный однопрестольный храм, рядом с которым была возведена деревянная колокольня с четырьмя колоколами. Самый тяжёлый колокол весил 30 пудов 5 фунтов. Церковный двор огородили простой деревянной оградой.
Храм изначально не был приходским и в течение 18 лет не имел своего причта. В кладбищенской церкви служили в основном священники Успенского и Николаевского соборов. В 1792 году Мироносицкое кладбище закрыли так как вокруг него активно застраивались новые городские кварталы. В сентябре 1800 года Христофором, первым епископом Слободско-Украинским и Харьковским, было принято решение о начале постоянных богослужений в храме и назначен в Мироносицкую церковь священник Покровского собора Емельян Друзякин. Но служил он недолго, и в апреле 1801 года по просьбе полковника Чугуевского полка, направленной им в Харьковскую епархию, в храме стал служить полковой священник. А в 1802 году церковь стала приходской и был образован Мироносицкий приход в который вошли северные части Успенского и Николаевского приходов. Первым приходским священником стал Трифон Моисеевич Копьев, преподаватель Харьковского духовного коллегиума.
В 1806 году деревянная колокольня стала ветхой и было принято решение построить новую каменную. Начался сбор денег, но он шёл очень медленно, и необходимая сумма никак не набиралась. А в то время Харьков значительно расширился в северном направлении и количество прихожан Мироносицкой церкви увеличилось, что поставило более насущную задачу — расширение существующего здания храма. В 1813 году были проведены все согласования с Феоктистом, архиепископом Курским и Белгородским, временно управлявшим Харьковской епархией в связи со смертью Христофора. Было решено пристроить два притвора, освятив их во имя святого Николая Чудотворца и святых Жён-Мироносиц. Главный же престол освятить во имя Тихвинской Божьей Матери. Освящение и заложение притворов прошло 8 июня 1813 года. Строительство завершилось в начале 1819 года и 7 мая Николаевский предел освятил архиепископ Павел. Длина здания составила 38 аршин и ширина 25 аршин. Вся церковь была покрыта листовым железом и покрашена в зелёный цвет, крышу покрыли белым листовым железом, а вокруг церковного двора построили новую деревянную ограду. 16 октября был освящён Мироносицкий притвор. А 31 октября архиепископ Павел подписал храмозданную грамоту на переименование Мироносицкой церкви в Тихвинскую.
Несмотря на перестройку 1813—1819 годов, полностью переделка храма не была завершена из-за недостатка средств, и в июне 1826 года священник Трифон Копьев с прихожанами решили перестроить главный алтарь. Проект перестройки церкви и обновления фасада разработал профессор Харьковского императорского университета Евгений Васильев. Планируемая смета достройки составляла 12255 рублей и прихожане собрали необходимую сумму, но утверждение проекта затянулось надолго из-за смертей архитектора Евгения Васильева и главного идеолога планировавшейся реконструкции — священника Трифона Копьева. А занявший его место священник Михаил Кияновский не особо интересовался данным вопросом. Но в 1833 году новый настоятель церкви, священник Иаков Голяховский, вернулся к идее реконструкции. В 1834 году была согласована перестройка с руководством Харьковской епархии. В 1836 году согласовали проект в Харьковской Губернской Строительной Комиссии, и было начато согласование проекта в Главном Управлении Путей Сообщения и Публичных Зданий, в результате чего фасад слегка изменили «дабы дать церкви фасад более правильный и соответственный русскому штилю». 22 июня 1837 года проект был окончательно утверждён и с сентября начались строительные работы.
Осенью 1837 года были разобраны старые стены, а с весны 1838 по лето 1840 года стройку вчерне завершили. Отделочные работы продолжались почти весь 1841 год и 19 октября был освящён главный престол в память Воздвижения Креста Господня. Таким образом, церковь опять сменила имя и стала называться Крестовоздвиженской. Общая стоимость работ составила более 20 тысяч рублей серебром. Но два оставшихся престола ещё долгое время не были завершены. Северный предел был завершён только в 1847 году, а освящен 25 октября архимандритом Парфением во имя преподобного Сергия. Южный предел был освящён 25 августа 1856 года в честь Тихвинской иконы Божьей Матери.
После завершения работ и освящения всех престолов Крестовоздвиженская церковь стала пятипрестольной. В главном (холодном) храме находились Крестовоздвиженский, Сергиевский и Тихвинский, а в тёплом храме Николаевский и Мироносицкий. Зимой богослужения проводились только в двух отапливаемых голландскими печами притворах тёплого храма, а холодную церковь отгораживали от тёплой деревянной стеной. К 25 марта стену разбирали, и всё лето служили в притворах тёплого храма.

Мироносицкая церковь начала XX века (до 1911 года)
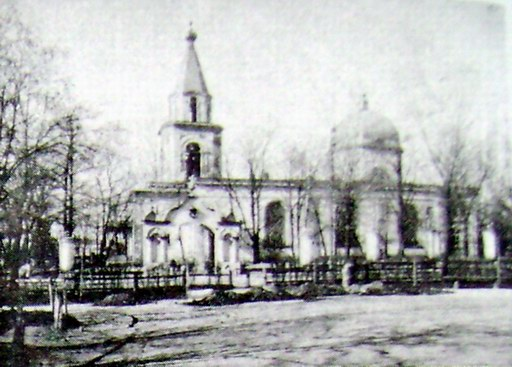
Фото со стороны Мироносицкой площади (нынешняя улица Скрыпника).
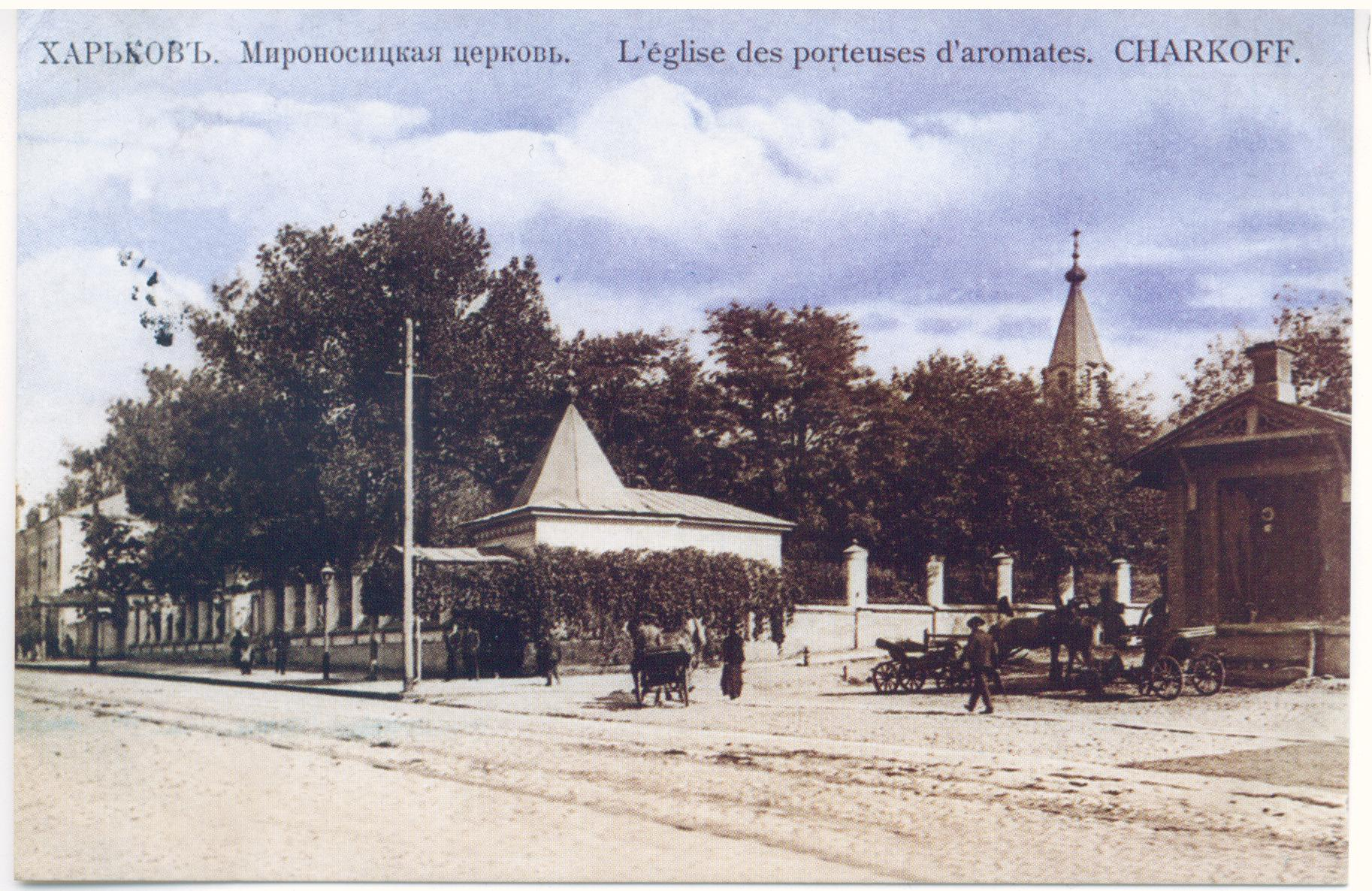
Почтовая открытка: фото церковного сада, ограды и угловых часовен со стороны Сумской улицы.
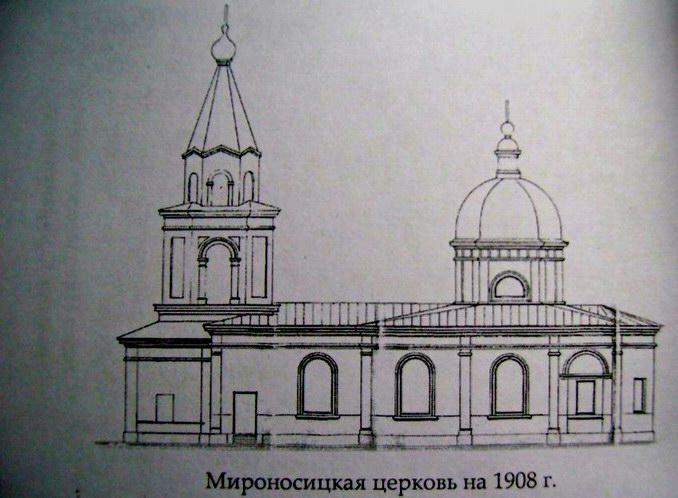
Обмерный план храма 1908 года.

На протяжении более 30 лет в церкви не проводилось серьёзных реконструкций, только текущий ремонт и небольшие улучшения. В то же время количество прихожан постоянно увеличивалось, и храм становился тесен. В 1889 году новоизбранный церковный староста Л. П. Соколов начал сбор средств на реконструкцию храма. Проект реконструкции подготовил профессор Харьковского технологического института архитектор Михаил Иванович Ловцов. 18 июня 1890 года архиепископ Амвросий разрешил реконструкцию, и сразу же начались строительный работы, окончившиеся к ноябрю того же года. Были убраны и торжественно сожжены два престола тёплого храма, разрушены две стены, разделявшие тёплую и холодную церкви, увеличена высота потолка на 2 ¼ аршина и увеличены размеры окон, толстые колонны заменены тонкими и сделано центральное калориферное отопление. Также была обновлена внутренняя отделка храма, перестелены полы, позолочены иконы. Первоначальная сметная стоимость работ планировалась на уровне 5000 рублей, фактическая же составила около 12000 рублей.
К концу 1905 года в храме сделали электрическое освещение. Впервые храм осветили электричеством на всенощном бдении 25 декабря. Стоимость работ составила около 900 рублей.
В конце XIX века стало ясно, что старая колокольня 1819 года постройки стала слишком ветхой, а кроме того её вид не согласуется с перестроенным храмом. Средства на её перестройку начали собирать сразу же после окончания стройки 1890 года. В начале XX века архитектор В. Н. Покровский составил проект и на протяжении 1909—1911 годов была построена новая колокольня в стиле ростовских храмов XVII века, вторая в городе по высоте после Александровской колокольни Успенского собора.
После установления Советской власти Мироносицкая церковь ещё некоторое время функционировала.
Согласно протоколу заседания Харьковского городского совета от 17 февраля 1930 года,

Слушали: о закрытии и разрушении церквей.
Решили: закрыть и разрушить Мироносицкую церковь за счёт строительства оперного театра. Разрушение произвести путём взрыва.
Закрыть и разрушить Николаевский собор путём разборки.
Считать необходимым весь строительный материал после разрушения церквей, то есть кирпич и щебень, использовать на строительство школ-семилеток.

Храм был снесён 11 марта 1930 года около 4 часов утра.
На месте церкви планировали построить здание «Театра массового музыкального действа», в котором бы совмещались цирк, театр и кинотеатр.
После переноса столицы в Киев первоначальные планы постройки театра остались нереализованными.
В результате на этом месте был построен первый Харьковский троллейбусный парк.
После Великой Отечественной войны на месте депо разбили сквер Победы, заложили аллею героев-комсомольцев и установили Хрустальную струю.

## Приход
Согласно ведомости 1801 года, составленной при образовании Мироносицкого прихода, в результате опроса жителей северных частей Успенского и Николаевского приходов выразили согласие на переход в новую приходскую церковь 741 человек (337 мужчин и 404 женщины). Реально же в течение 1802 года записались только 540 человек (246 мужчин и 294 женщины). В 1810 году священником Трифоном Моисеевич Копьевым в Харьковскую епархию подано прошение о передаче 30 дворов от более богатого Успенского прихода. Прошение было удовлетворено и в Мироносицком приходе стало 100 дворов. Приход постепенно рос за счёт застройки Харькова в северном направлении, но также и несколько раз терял прихожан, после образования новых приходов. Так, в 1851 году Каплуновская (Рождество-Богородичная) церковь стала приходской и часть прихожан Мироносицкой перешли к ней. С 1873 по 1880 год Каплуновская церковь приписана к Мироносицкой, но после вновь становится приходской. В 1872 году восточная часть прихода передана новой Петропавловской церкви на Журавлёвке. В 1885 году была построена Пантелеймоновская церковь на Клочковской улице, к которой отошла почти половина существовавшего на тот момент прихода.
|        | 1802 | 1810 | 1820 | 1830 | 1840 | 1850 | 1860 | 1870 | 1880 | 1890 | 1900 | 1907 |
| мужчин | 327  | 368  | 529  | 541  | 718  | 743  | 553  | 539  | 652  | 622  | 812  | 746  |
| женщин | 384  | 402  | 593  | 607  | 839  | 811  | 617  | 589  | 675  | 649  | 899  | 781  |
| всего  | 711  | 770  | 1122 | 1148 | 1557 | 1554 | 1170 | 1128 | 1327 | 1271 | 1711 | 1527 |

По состоянию на начало XX века к Мироносицкому приходу относились: Сумская улица (на север от Театральной площади), Кокошкинская улица, Мироносицкая площадь, Мироносицкая улица, Мироносицкий переулок, Сердюковский переулок, Чернышевская улица, Епархиальная улица (до Ветеринарной), Ветеринарная (от Сумской до Епархиальной), Каразинская улица, Костомаровская улица, Проектный переулок, Госпитальная улица, Рымарская улица (от Первой женской гимназии), Классическая улица (правая сторона), Мордвинский переулок и Клочковская улица (от Классической улицы до Университетского сада).

## Священники

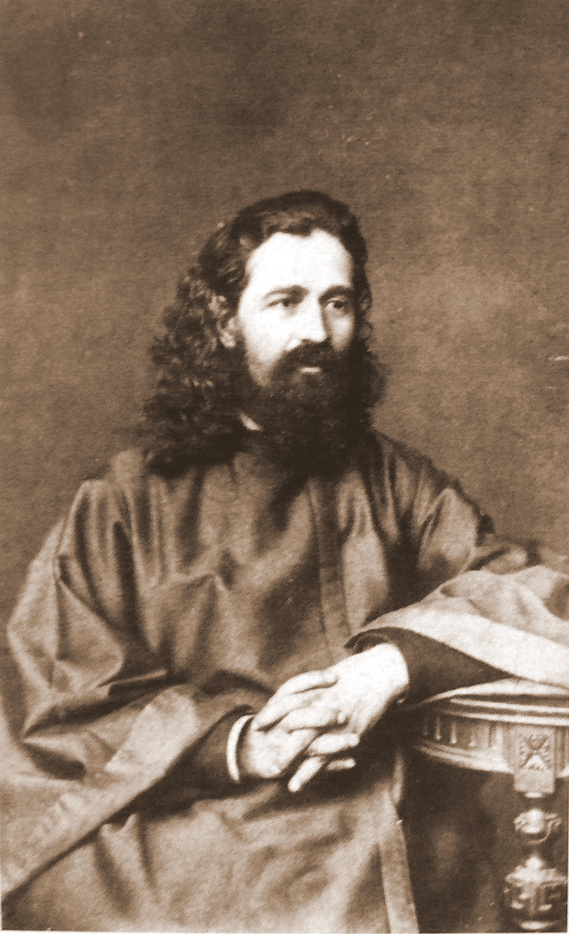
Протоиерей Павел Леонтьевич Григорович

Священник Трифон Моисеевич Копьев (служил в храме 1801—1829, годы жизни 1768—1829) — был первым приходским священником Мироносицкой церкви. Получил образование в Харьковском коллегиуме, где позже стал преподавать. Свободно владел французским и латинским языками. С 1801 года являлся священником новообразованного Мироносицкого прихода, провёл расширение храма в 1813—1819 годах.
Священник Михаил Петрович Кияновский (служил в храме 1813—1834, годы жизни 1776—1834). Учился в Харьковском коллегиуме, с 1801 года был дьяконом Успенской церкви города Золочева, с декабря 1802 года служил в Рождество-Богородичной церкви села Уды Харьковского уезда. В 1821 году стал вторым штатным священником при Мироносицкой церкви.
Священник Иоанн Лаврентьевич Ольховский (служил в храме 1834—1837, годы жизни 1805—1837). Получил образование в Смоленской духовной семинарии, был послушником в Спасо-Авраамиевском монастыре в городе Смоленске. С 1832 года служит псаломщиком, а после и иподиаконом в харьковском кафедральном Покровском соборе. С 1834 года служил священником в Мироносицкой церкви.
Протоиерей Пётр Иоаннович Секирский (служил в храме 1837—1878, годы жизни 1811—1878). Учился в Харьковском коллегиуме, на протяжении 1831-1837 годов был священником в сельских храмах Харьковского уезда. С мая 1837 года служил в Мироносицкой церкви. Награждён орденом Святой Анны III степени.
Священник Иоанн Алексеевич Линицкий (служил в храме 1845—1846, годы жизни неизвестны). Окончил Харьковский коллегиум, преподавал в Харьковском духовном училище. В течение года служил в Мироносицкой церкви, а после переведён в Вознесенскую церковь.
Протоиерей Иаков Михайлович Голяховский (служил в храме 1832—1879, годы жизни 1800—1879). Окончил Харьковский коллегиум с серебряной медалью, преподавал в Харьковском духовном училище. С 1832 года служил священником в Мироносицкой церкви, провёл реконструкцию храма в 1837-1841 годах. В 1839 году получил сан протоиерея. Награждён орденом Святого Владимира IV степени. Был членом многих обществ, как-то Епархиального попечительства очень бедных духовного звания, Попечительного комитета девиц духовного звания, Харьковской духовной консистории, законоучителем харьковских приходских училищ и др.
Протоиерей Андрей Георгиевич Щелкунов (служил в храме 1879—1895, годы жизни 1829—1895). Получил образование в Харьковской духовной семинарии, священник с 1851 года. До 1867 года служил в селах Изюмского и Сумского уездов, после стал протоиереем в Покровском соборе города Недригайлов. С 1877 года стал помощником настоятеля харьковской Святодуховской церкви, с 1879 года — настоятель Мироносицкой церкви.
Протоиерей Павел Леонтьевич Григорович (годы жизни 1845—?, служил в храме 1878—1924). Учился в Харьковской духовной семинарии, с 1868 года был священником Успенской церкви города Валки. С апреля 1878 года служил священником в Мироносицкой церкви. Был законоучителем в Харьковском институте благородных девиц, депутатом церквей благочиния 1 округа города Харькова, законоучителем женской гимназии Е. Н. Драшковской, заведующим церковно-приходской школой. В 1900 году возведён в сан протоиерея. Награждён орденом Святой Анны II степени.
Протоиерей Николай Николаевич Любарский (служил в храме 1895—?, годы жизни 1853—?). Получил образование в Купянском духовном училище, а после и в Харьковской духовной семинарии. Семинарию он окончил в 1877 году с серебряной медалью и был послан для продолжения образования в Киевскую духовную академию, которую окончил в 1881 году со степенью кандидата богословия-магистранта. На протяжении 1881—1894 годов преподавал в Харьковском духовном училище, получил чин статского советника и в награду орден Святого Станислава II степени и орденом Святой Анны III степени. С 1894 года служит священником в Троицкой церкви, а с апреля 1895 года — Мироносицкой. Преподавал в женской гимназии Л. М. Черняковской, был законоучителем Харьковского музыкального училища, членом и почётным членом во многих организациях: Харьковского уездного отделения епархиального училищного совета, Совета епархиального женского училища, Харьковской духовной консистории, Харьковского уездного попечительства детских приютов, Епархиального попечительства очень бедных духовного звания, Епархиального миссионерского совета и Совета епархиального Озерянского братства. 7 апреля 1905 года возведён в сан протоиерея, стал настоятелем Мироносицкой церкви с 21 декабря 1905 года. Написал книгу Харьковская Крестовоздвиженская (Мироносицкая) церковь 1783—1908 гг, которую издало в 1908 году издательство «Южный край».

## Одноимённый современный храм

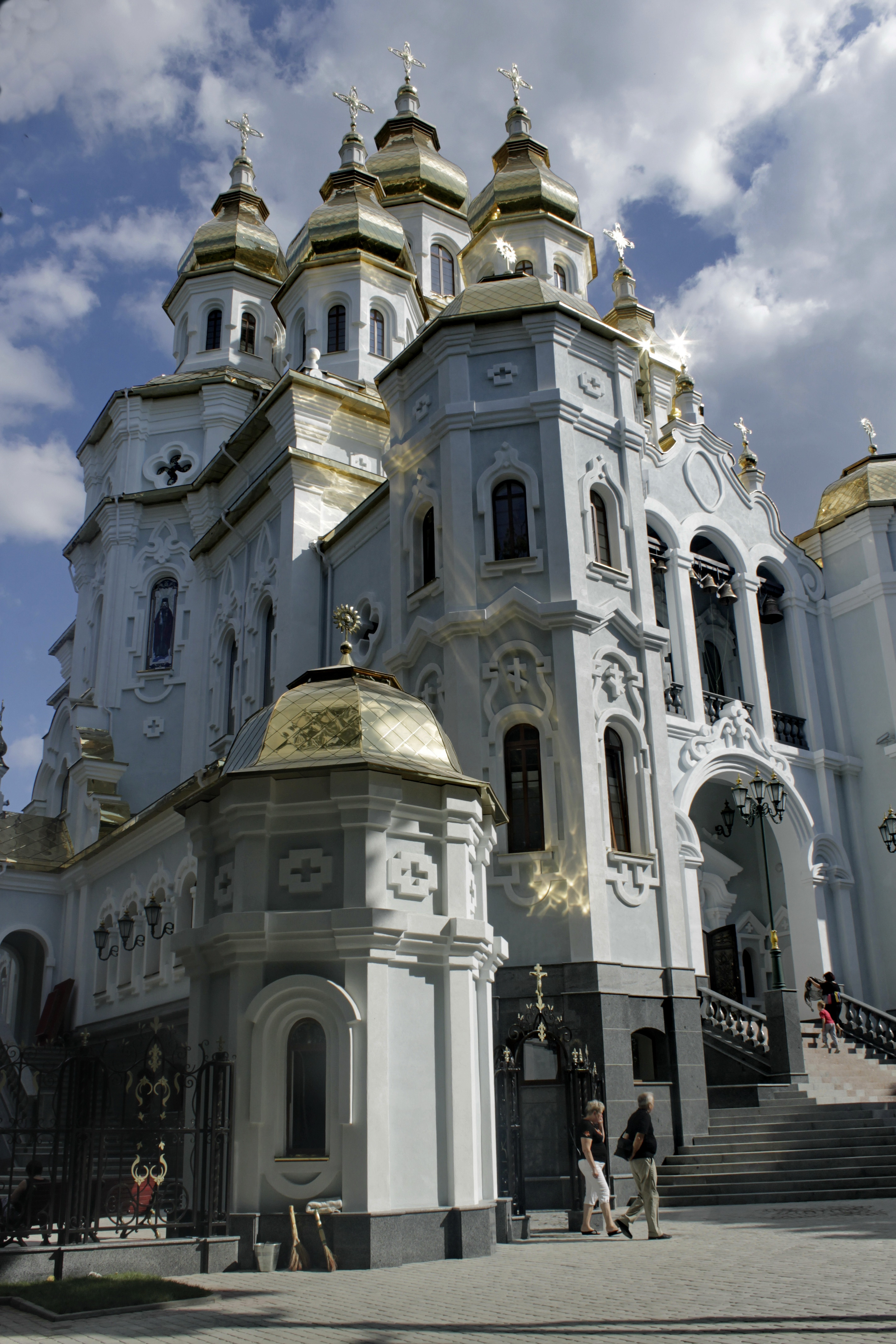
Новый храм в 2015 году

В начале XXI века Харьковская епархия предложила построить новую Мироносицкую церковь и эту идею поддержал мэр города Михаил Добкин. В 2008 году на градостроительный совет был вынесен проект (главного архитектора Харькова Сергея Чечельницкого) строительства девятикупольного храма в стиле украинского барокко, который расположится в глубине сквера возле дома по улице Чернышевской, 15. Храм будет трёхпрестольным, рассчитанным на 330 человек. В цокольном этаже расположится нижний храм, под зданием разместится подземный автомобильный паркинг на 200 машин. Фасад храма оштукатурят в белый цвет, украсят мозаичным иконами. Строительство планировалось завершить к 2011 году.
23 августа 2008 произошло освящение закладки нового храма. Во время освящения проводилась акция протеста против строительства храма.
Впоследствии проект был заморожен и возобновлён только в сентябре 2013 года. Первоначально сроком завершения строительства назывался конец 2017 года, но в заявлении городского головы Генадия Кернеса от 20 ноября 2013 года сроки были сокращены вдвое. Отношение горожан к проекту было неоднозначным. Осенью 2013 года во время строительства Мироносицкой церкви, была демонтирована Аллея Славы, на которой были установлены бюсты Олега Кошевого и других молодогвардейцев.
Открытие нового храма Жен-Мироносиц состоялось 22 августа 2015 года. Нижний храм освящён во имя святого благоверного князя Александра Невского.

## Примечания

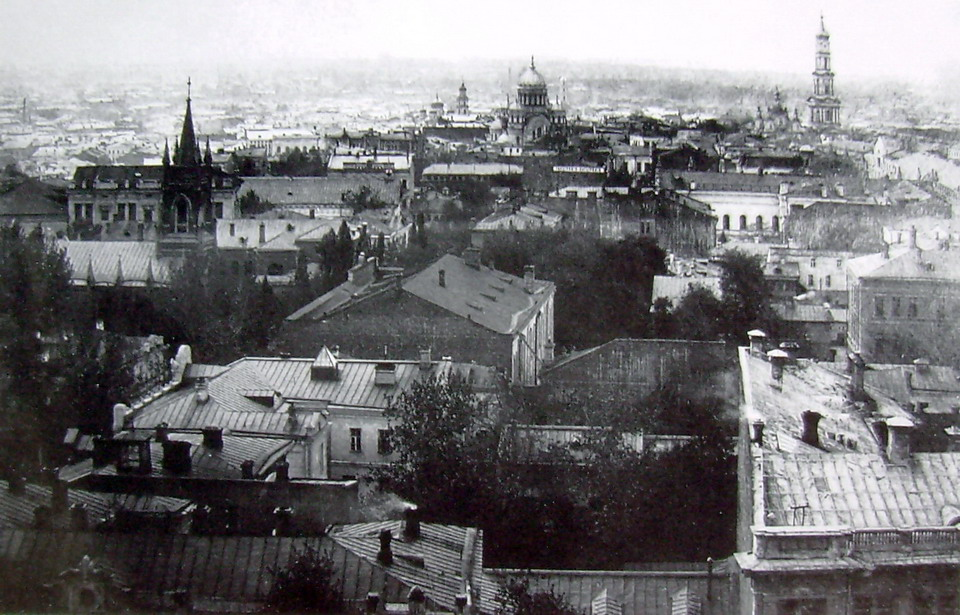
Вид с новой колокольни церкви на центр города. ок. 1912. В центре Никольский собор